# Hart Crane
Harold Hart Crane (ur. 21 lipca 1899 w Garrettsville w stanie Ohio, zm. 27 kwietnia 1932) – amerykański poeta, tworzący pod wpływem dzieł Rimbauda, Eliota i Donne'a.
Urodził się w zamożnej, mieszczańskiej rodzinie, która nie pochwalała jego zainteresowań poezją. W wieku 17 lat uciekł z domu, by poświęcić się pisaniu wierszy. Trafił do Nowego Jorku, gdzie imał się dorywczych zajęć, a także nawiązał kontakt z grupą awangardowych pisarzy skupionych wokół „The Little Review”. W 1926 wydał swój debiutancki tomik poezji White Buildings (pol. Białe budowle). W 1930 opublikował poemat The Bridge, będący próbą współczesnego eposu. W 1931 otrzymał stypendium na wyjazd do Meksyku. W drodze powrotnej popełnił samobójstwo, skacząc do morza (od wielu miesięcy zmagał się z depresją).